# Ingo Hoffmann
Ingo Hoffmann (28 februari, 1953) is een voormalig Formule 1 coureur uit São Paulo, Brazilië. Hij reed zes races en haalde daarbij geen punten. Zijn achternaam (Hoffmann) is Duits omdat zijn ouders uit Duitsland kwamen.

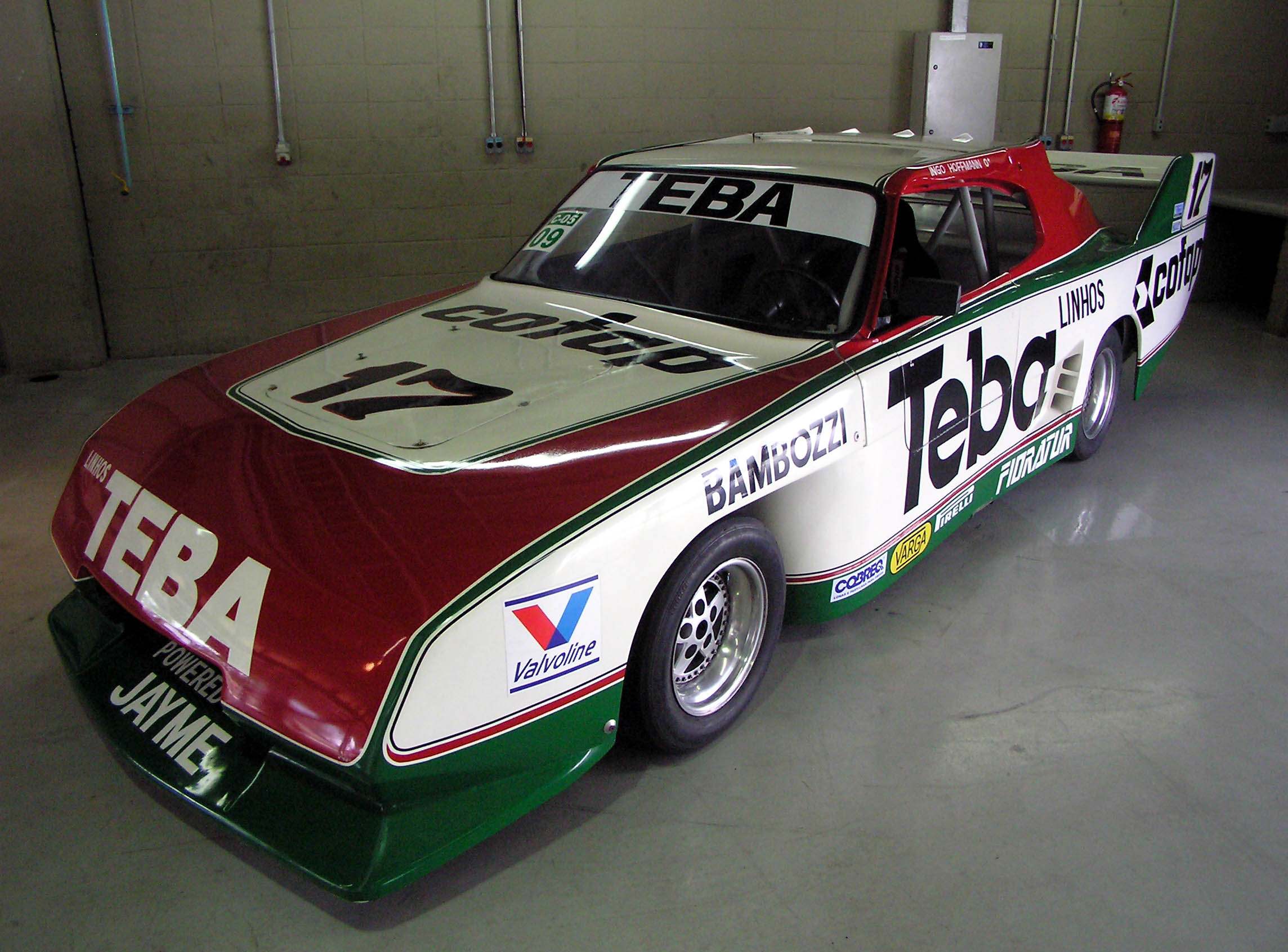
De Chevrolet Opala waarmee Ingo Hoffmann in 1988 stock car kampioen werd.

Na de Formule 1 reed hij succesvol in de Formule 2 en in het Braziliaans stock car kampioenschap. Hij werd daar 12 keer kampioen (1980, 1985, 1989-1994, 1996-1998 en 2002). In december 2006 haalde hij zijn honderdste overwinning in het stock car kampioenschap. Hij is nog steeds actief in de Copa en is de oudste deelnemer.

## Formule 1-resultaten
| Jaar | Team                  | Auto            | Motor       | 1       | 2     | 3       | 4       | 5   | 6   | 7   | 8       | 9   | 10  | 11  | 12  | 13  | 14  | 15  | 16  | 17  | WDC | Punten |
| ---- | --------------------- | --------------- | ----------- | ------- | ----- | ------- | ------- | --- | --- | --- | ------- | --- | --- | --- | --- | --- | --- | --- | --- | --- | --- | ------ |
| 1976 | Copersucar-Fittipaldi | Fittipaldi FD03 | Cosworth V8 | BRA 11  | RSA   |         |         |     |     |     |         |     |     |     |     |     |     |     |     |     | -   | 0      |
| 1976 | Copersucar-Fittipaldi | Fittipaldi FD04 | Cosworth V8 |         |       | USW DNQ | ESP DNQ | BEL | MON | SWE | FRA DNQ | GBR | DUI | OOS | NED | ITA | CAN | USA | JPN |     | -   | 0      |
| 1977 | Copersucar-Fittipaldi | Fittipaldi FD04 | Cosworth V8 | ARG Ret | BRA 7 | RSA     | USW     | ESP | MON | BEL | SWE     | FRA | GBR | DUI | OOS | NED | ITA | USA | CAN | JPN | -   | 0      |